# Camtasia

O Camtasia (anteriormente Camtasia Studio e Camtasia for Mac) é um software de criação de vídeo, desenvolvido pela TechSmith que permite que o usuário crie vídeos, como tutoriais, capturando a tela do computador. O programa oferece o codec TSCC para codificação e leitura do vídeo, porém, é possível trabalhar com outros codecs.
O decoder TSCC, necessário para rodar vídeos feitos com o codec TSCC, pode ser obtido gratuitamente no site do fabricante.
O programa é muito utilizado por pessoas que ensinam dicas de computador em servidores como YouTube, entre outros.

## Edição de vídeo
O programa permite ao usuário que logo após salve o vídeo, edite-o. Também pode transformar vídeos para Alta definição (HD) na janela Editing Dimensions (Edição de Dimensões, em português).

## Salvar (renderizar)
Ele usa o Produce and Share, que permite que o usuário renderize o vídeo em tamanhos diferentes e formatos diferentes do seu formato, .camrec.
O software permite renderização nos formatos mp4, wmv, avi, gif (apenas imagem) e m4a (apenas áudio), ambos em alta qualidade.
O software suporta renderização de imagem em até 4096 x 4096 (4k) @ 30 qps, e de áudio em até 1024kbps.